# Vata (Mythologie)
Vāta (Sanskrit वात vāta „Wind“; avestisch vāta-, Nomen maskulin) ist der Name für eine indoiranische Gottheit. In der vedischen Mythologie ist Vāta die Personifizierung des Windes. Die avestische Entsprechung ist Wāta oder Vāta je nach Transkription.

## In den Veden
Im Gegensatz zu Vayu, der in den Veden eine personal ausgestaltete Vergöttlichung des Windes darstellt, ist Vata die Personifizierung des Windes als Element. Im Rigveda wird er in zwei Hymnen angerufen. Er erscheint in der ersten Hymne als Sturm, dem die anderen Winde folgen und dem mit Opferhandlungen zu dienen ist:
Die Macht von Vata´s Wagen will ich jetzo preisen: Zerbrechend geht er, donnernd ist sein Getöse. Zum Himmel reichend fährt er und macht die roten Farben und geht auf der Erde Staub aufwerfend.

Hinterdrein erheben sich alle Arten des Windes; sie kommen zu ihm wie Frauen zur Hochzeit. Mit ihnen zusammen fährt der Gott auf gleichem Wagen, der König dieser ganzen Welt.

Auf Wegen durch die Luft fahrend rastet er auch nicht einen Tag. Der Gewässer Freund, der Erstgeborene, Regelmäßige, wo mag er geboren sein, von wannen ist er gekommen?

Die Seele der Götter, das Kind der Welt, wandelt dieser Gott, wo er will. Sein Getöse hört man - nicht seine Gestalt. Diesem Sturmwind lasset uns mit Opfer dienen.
In der zweiten Hymne tritt er als lebenspendende Kraft auf:
Der Wind soll uns Arzenei zuwehen, wohltuende, unserem Herzen zusagende. Er soll unsere Lebenstage verlängern.

Du, Wind, bist unser Vater und Bruder und unser Freund. Laß du uns leben!

Was dort in deinem Hause, o Wind, als Schatz von Lebensbalsam aufbewahrt wird, davon gib uns zum Leben!

## Im Avesta
Im Avesta entspricht der vedische Vāta der Gottheit Wāta. Die beiden Figuren sind sich ziemlich ähnlich. In den iranischen Sprachen bedeutet wāta allgemein der Wind und kommt bereits im ältesten Teil des Avestas vor. In der Überlieferung wird das Wort sowohl in dieser Bedeutung als auch für den göttlichen Ausdruck im Wind verwendet. Oftmals ist es schwierig zu unterscheiden, welcher von beiden Inhalten gemeint ist. Im Avesta ist neben Wāta auch Wayu als Windgott aufgeführt. Da beide auf dem gleichen Naturphänomen beruhen, ist es schwierig, die beiden zu unterscheiden. Sprachwissenschaftliche Untersuchungen weisen darauf hin, dass Wāyu in einem größeren Maß von seinem Element losgelöst ist als Wāta, der kaum vom eigentlichen Wind unterschieden werden kann. Vergleiche zwischen den Veden und dem Avesta zeigen, dass beide Gottheiten des Windes bereits in der Vorzeit separat aufgeführt wurden.